# Кузьмин, Иван Георгиевич
Иван Георгиевич Кузьмин (род. 15 октября 1957, Гривки, Саратовская область) — российский политический и государственный деятель, председатель Саратовской областной думы (сентябрь 2017 — март 2019).

## Биография
Иван Кузьмин родился 15 октября 1957 года в селе Гривки Екатериновского района Саратовской области.
В 1980 году получил диплом о высшем образовании, окончив с отличием Саратовский государственный педагогический институт, получил квалификацию «Учитель физики и математики». В 1994 году — Поволжский кадровый центр по специальности «Государственное и муниципальное управление» с присвоением квалификации «Менеджер». Защитил кандидатскую диссертацию, является кандидатом социологических наук.
После завершения обучения в высшем учебном заведение с 1980 по 1987 год работал учителем в сфере народного образования Саратовской области. С 1987 по 1992 год трудился в аппарате Саратовского облисполкома.
В 1992 году перешёл работать директором областного Фонда социальной поддержки населения.
С мая по сентябрь 1996 года — председатель комитета по анализу, информации и печати администрации Саратовской области. В сентябре этого года назначен министром информации и печати Саратовской области. В 1998—1999 годах возглавлял министерство культуры Саратовской области.
В 1999 году назначен на работу директором Саратовского государственного цирка имени братьев Никитиных. В этой должности проработал 17 лет.
В феврале 2013 года Иван Кузьмин становится членом Общественной палаты Саратовской области, ему доверено стать председателем комиссии по культуре и сохранению историко-культурного наследия Общественной палаты Саратовской области.
В июне 2016 года вновь, спустя 17 лет, назначен министром культуры Саратовской области. С сентября 2016 года — заместитель Председателя Правительства Саратовской области.
На выборах в областную думу VI созыва, избран депутатом по общерегиональному списку партии Единая Россия. На первом заседание Думы, 19 сентября, большинством голосов избран Председателем.
С 9 октября 2017 года по март 2019 года являлся секретарём Саратовского регионального отделения партии «Единая Россия».
7 марта 2019 года досрочно, по причине слабого здоровья, сложил полномочия председателя и отказался от депутатского мандата.

## Семья
Женат, двое детей.

## Награды и звания
- Заслуженный работник культуры Российской Федерации;
- Отличник народного просвещения РСФСР:
- Почетный донор СССР;
- академик Национальной академии циркового искусства России.